# Дір'янхен (футбольний клуб)
Футбольний клуб «Дір'янхен» (ісп. Cacique Diriangén Fútbol club) — професійний нікарагуанський футбольний клуб із міста Дір'ямба, який грає в Лізі Прімера Нікарагуа. Це один із найстаріших клубів не лише в Нікарагуа, а й у Центральній Америці.

## Історія
Клуб «Дір'янхен» був заснований у 1917 році, та виграв загалом 33 національні чемпіонати, у тому числі принаймні по одному за кожне десятиліття, починаючи з 1940-х років. «Дір'янхен» також є єдиним клубом у Нікарагуа, який грав у всіх сезонах найвищого дивізіону Нікарагуа. Унаслідк таких успіхів команди виник девіз «Diriangén no tuvo infancia, porque nació grande» («Дір'янхен ніколи не мав дитинства, тому що він народився великим»)".
Найсильнішою ерою команди були 1940-і роки, коли вони виграли шість поспіль чемпіонатів (1940—1945 роки). Команда виграла сьомий чемпіонат за десятиліття у 1949 році, та тричі перемагала в 1950-х роках (1953, 1956 та 1959). У 1960-х роках послідувала тривала посуха на титули, але клуб відновився, вигравши поспіль титули в 1969—1970 роках і знову в 1974 році.
У 1980-х відбулося повернення до слави минулих днів. Десятиліття розпочалося з трьох перемог у чемпіонатах (у 1981, 1982 і 1983 роках), і продовжилось перемогами в 1987 і 1989 роках. 1990-ті роки були схожими — три перемоги з 1994 по 1997 роки, а потім титули у 1999—2000 роках. Однак 2000-ті пройшли не так добре. Хоча «Дір'янхену» вдалося виграти чемпіонати у 2004—2005 та 2005—2006 роках, реальне лідерство в Нікарагуа перейшло до «Реал Естелі», переможця 13 чемпіонатів за 16 років. «Дір'янхен» зіткнувся з тринадцятирічною відсутністю перемог. Цю негативну тенденцію було зламано в Клаусурі 2018 року, коли клуб обіграв «Реал Естелі» за загальним рахунком 3-1.

## Стадіон
Стадіон «Естадіо Касіке Дір'янхен» вміщує 7500 глядачів. Це багатоцільовий стадіон, який протягом багатьох років був домашнім стадіоном національної футбольної збірної Нікарагуа. Стадіон має багату історію, на цьому стадіоні клуб «Дір'янхен» перемагав багато команд з Центральної Америки.

## Жіноча команда
Жіноча команда 4 рази вигравала жіночий чемпіонат Нікарагуа з футболу в 2000, 2001, 2003, і 2010 році.

## Титули і досягнення
- Чемпіон Нікарагуа (33): 1940, 1941, 1942, 1943, 1944, 1945, 1949, 1953, 1956, 1959, 1969, 1970, 1974, 1981, 1982, 1983, 1987, 1989, 1992, 1995, 1996, 1997, 2000, 2005, 2006, Клаусура 2018, Клаусура 2021, Апертура 2021, Клаусура 2022, Апертура 2023, Клаусура 2024, Апертура 2024
- Володар Кубка Нікарагуа (4): 1996, 1997, 2020, 2024